# バイアウト (NBA)
バイアウト (NBA)とは、アメリカ男子プロバスケットボールリーグのNBAにおけるチームとプレーヤー間のサラリー契約を契約完了前に早期解約すること。NBAバイアウトルールに準じて、1チームあたり、1年間の間で、1人のプレーヤーに限り行使することができる。バイアウトされたプレーヤーは、制限なしFAとなる。

## ルールとガイドライン
出典:
- 1チームあたり、1年間の間で、1人のプレーヤーに限り行使することができる。
  - 例：チームAがプレーヤーPを2000年3月1日にバイアウトした場合、チームAは2001年3月1日まで、次のバイアウトを行使することは出来ない。
- 不正行為を防ぐために、チームが他チームにトレードし、バイアウトされたプレーヤーと、6ヶ月経過後でないと再契約することが出来ない。
  - 例：チームAがプレーヤーPをチームBにトレードし、チームBがプレーヤーPをバイアウトした場合、チームAは6ヶ月以上経過しないとプレーヤーPと契約することは出来ない。
- バイアウトにはデッド・ラインなどはなく1年中いつでも交渉、行使することができる。
- チームはバイアウトする選手に対して、契約初年度分は100%、2年目は50%、3年目以降残りすべては25％のサラリーを支払う必要がある。
  - 例：

Player X (総契約): $7,000,000 | $8,000,000 | $9,000,000 | $10,000,000
1年目 | 100% = $7,000,000
2年目 | 50% = $4,000,000
3年目 | 25% = $2,250,000
4年目 | 25% = $2,500,000
バイアウトを行使した場合：$7,000,000 + $4,000,000 + $2,250,000 + $2,500,000 = $15,750,000の支払いを必要とする。
- すべてのバイアウトに備えたサラリーキャップのスペースを確保している必要がある。
  - 例：バイアウトしたシーズンのキャプスペースに　$15,750,000 - $7,000,000 = $8,750,000 のスペースを必要とする。

## 行使理由
- ロースターに空きを作る。
- チームの雰囲気を変える。
- 次年度のサラリーキャップのスペースを大きくする。